# Chakonin
Chakonin är en kemisk förening samt ett gift som bildas i potatisväxter när en potatis kommer i kontakt med solljus.